# Xot del Perú
El xot del Perú (Megascops roboratus) és una espècie d'ocell de la família dels estrígids (Strigidae). Habita els boscos del nord-oest del Perú i sud de l'Equador. El seu estat de conservació es considera de risc mínim.
Es reconeixen dues subespècies, la Megascops roboratus roboratus i la Megascops roboratus pacificus. Aquesta darrera ha estat suggerida com una espècie per dret propi.